# Bernhard Joachim Scholz
Bernhard Joachim Scholz (* 20. Dezember 1969 in Mainz) ist ein deutscher Jurist und Richter am Bundessozialgericht.
Scholz studierte nach Ableistung des Grundwehrdienstes Rechtswissenschaften an den Universitäten Freiburg, Münster und Mainz. Nach dem Ersten Staatsexamen war er bis 1998 wissenschaftlicher Mitarbeiter an der Universität Mainz bei Friedhelm Hufen.  Mit einer Dissertation zum Kommunal- und Verwaltungsprozessrecht wurde er dort 2000 zum Dr. jur. promoviert. Ein Aufbaustudium an der Deutschen Universität für Verwaltungswissenschaften Speyer schloss er 1999 mit dem Magister rer. publ. ab.
Nach dem Zweiten Staatsexamen arbeitete Scholz als Rechtsanwalt in Frankfurt am Main. Als Richter war er ab Mai 2000 beim Sozialgericht Mainz tätig. Von 2007 bis 2009 war er an das Bundesministerium der Justiz, von 2011 bis 2013 an das Bundessozialgericht abgeordnet. Im Juni 2014 wurde er zum Richter am Landessozialgericht Rheinland-Pfalz ernannt. Hier war er in einem Senat für Rechtsstreitigkeiten aus der gesetzlichen Unfallversicherung und der Grundsicherung für Arbeitsuchende tätig.
Im März 2017 wurde Bernhard Joachim Scholz zum Richter am Bundessozialgericht ernannt. Er ist dem 1. Senat des Bundessozialgerichts zugewiesen worden, der für die gesetzliche Krankenversicherung zuständig ist.
Scholz ist Mitglied des Landesprüfungsamtes für Juristen in Rheinland-Pfalz. Dem Präsidium des Deutschen Richterbunds gehört er seit 2010 an.